# میمون سنجابی کلاه‌سیاه
میمون سنجابی کلاه‌سیاه (نام علمی: Saimiri boliviensis) نام یک گونه از سرده خزمیمون است.